# Lehtimäki

Wappen der ehemaligen Gemeinde Lehtimäki

Lehtimäki [ˈlɛhtimæki] ist eine ehemalige Gemeinde im Westen Finnlands. Anfang 2009 wurde sie in die Stadt Alajärvi eingemeindet.
Lehtimäki liegt in der Landschaft Südösterbotten 29 Kilometer südlich der Kernstadt von Alajärvi. Das ehemalige Gemeindegebiet von Lehtijärvi hat eine Fläche von 288,8 km². Die Einwohnerzahl betrug zuletzt 1849. Die Gemeinde war einsprachig finnischsprachig.
Die Kirche von Lehtimäki wurde im Jahr 1800 nach Plänen von Jacob Rijf erbaut. Es handelt sich um eine Holzkirche mit kreuzförmigem Grundriss. Der separate Glockenstapel stammt aus dem Jahr 1835.